# Certina

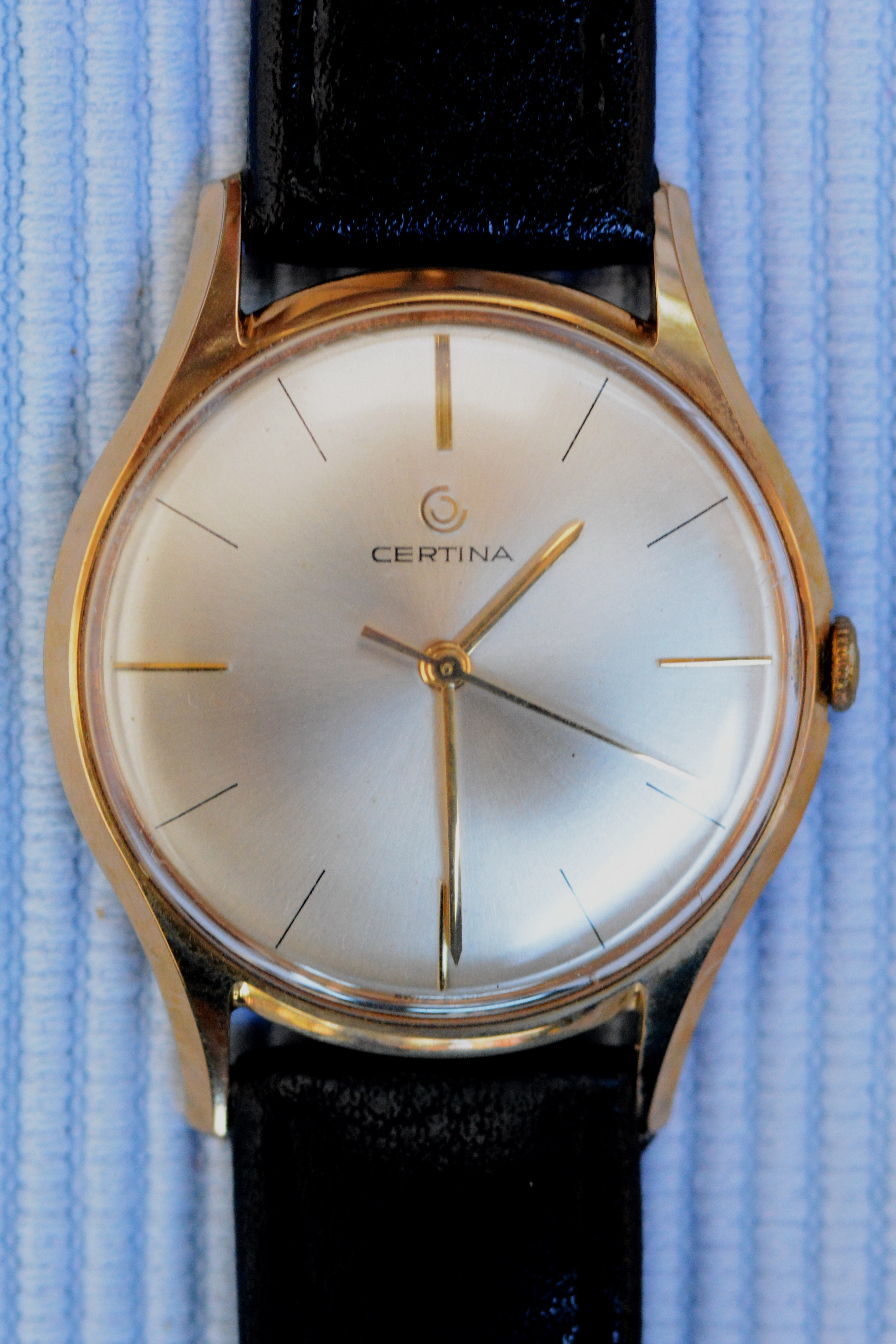
Certina Cal. 25-36, 1960

Certina es una marca suiza de relojes de lujo fundada en Grenchen en 1888, por Adolf y Alfred Kurth, y actualmente propiedad del Grupo Swatch.

## Historia
Certina se fundó en 1888, cuando Adolf y Alfred Kurth abrieron en Grenchen su primera fábrica de movimientos y suministros para la industria relojera. Al principio, el personal de Certina estaba formado por tres empleados que trabajaban en un taller que estaba conectado a la casa familiar. Certina no comenzó a producir relojes completos hasta después de algunos años, actividad que simultaneó con su trabajo original de producción de movimientos para otras empresas. En 1938, la firma había crecido notablemente, y sus 250 empleados celebraron el 50 aniversario de la empresa.
La compañía continuó expandiéndose, y en 1955 tenía 500 empleados trabajando entre la fábrica y las oficinas, produciendo 1.000 relojes al día. Certina elaboró un nuevo plan de negocios que expandió sus operaciones.
En 1972, Certina empleaba a 900 personas y producía 600.000 relojes cada año.
En 1983 Certina se convirtió en miembro del Grupo SMH (Swatch).
En 2014, cambió su logo rojo por un nuevo logo. El nuevo logotipo utiliza un símbolo de tortuga, para simbolizar la protección contra el agua y los golpes. El cambio en el logotipo y los colores de la marca se debió a que Certina quería pasar a un segmento más caro y de mayor calidad, diferenciándose de Tissot, otra marca de la familia Swatch Group. Esto no hubiera podido hacerse sin el permiso de la dirección de Swatch Group, por lo que en realidad fue Swatch quien decidió que Certina fuera superior a Tissot y al menos, equivalente a la marca Hamilton. El impacto de estos cambios ha sido la integración de movimientos mejores y más precisos, como el PreciDrive, en los nuevos lanzamientos.

### El nombre de la empresa
En 1906 se utilizó por primera vez la marca Certina, y Adolf y Alfred eligieron llamar a sus relojes "Grana", la forma abreviada de "Granatus", el nombre latino de la localidad de Grenchen.
En 1938 la empresa adoptó el nombre "Certina", tomado del latín "certus", que significa "asegurado", "cierto", como su marca registrada para la exportación y comercialización de sus relojes.